# Arnoldo Pekelharing
Arnoldo Pekelharing (ur. 	1 lipca 1936 w Buenos Aires, zm. 13 stycznia 2001 w San Juan) – argentyński żeglarz, olimpijczyk.
Był jednym z reprezentantów Argentyny w żeglarstwie na Letnich Igrzyskach Olimpijskich 1956, które odbyły się w Melbourne oraz na Letnich Igrzyskach Olimpijskich 1964 w Tokio.